# Saint-Germain-de-Tournebut
Saint-Germain-de-Tournebut település Franciaországban, Manche megyében. Lakosainak száma 418 fő (2022. január 1.). Saint-Germain-de-Tournebut Montaigu-la-Brisette, Huberville, Montebourg, Octeville-l’Avenel, Saint-Cyr, Saint-Martin-d’Audouville, Tamerville és Vaudreville községekkel határos.

## Népesség
A település népessége az elmúlt években az alábbi módon változott:
| Lakosok száma | 385  | 332  | 346  | 380  | 406  | 418  | 441  | 426  | 419  | 418  |
|               | 1968 | 1982 | 1990 | 2006 | 2013 | 2015 | 2017 | 2019 | 2020 | 2022 |